# 森瀧義巳
森瀧義巳（1938年3月8日—），日本棒球選手、教練，出生於兵庫県神戸市，曾經效力於日本職棒東京養樂多燕子等隊伍，於1966年退休，生涯通算16次勝投。